# 邁阿密先鋒報
《邁阿密先鋒報》（英語：The Miami Herald）是麥克拉奇公司旗下的一份美國日報，總部位於佛羅里達州多拉市，該市位於迈阿密-戴德县西部和邁阿密市區，距邁阿密市中心以西數英里。該報成立於1903年，是佛羅里達州第五大報紙，發行地區包括迈阿密-戴德县、布劳沃德县和门罗县。它曾經在整個佛羅里達州、拉丁美洲和加勒比地區發行。該報獲得了22項普立茲獎。